# ماني بوليتي

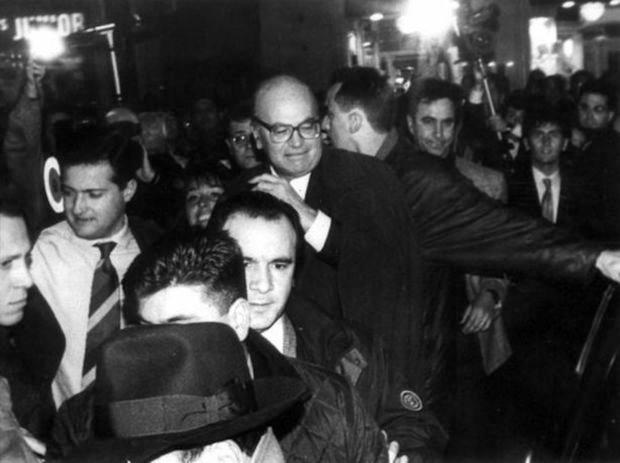

ماني بوليتي (بالإيطالية: Mani pulite)‏ أو الأيدي النظيفة، كان تحقيقاً قضائياً إيطالياً على الصعيد الوطني حول الفساد السياسي أجري في التسعينات من القرن الماضي. ماني بوليتي أدى إلى زوال ما يعرف بالجمهورية الأولى واختفاء العديد من الأطراف. انتحر بعض السياسيين وقادة الصناعة بعد كشف جرائمهم. أما حالات الفساد التي لم تكشف في هذه التحقيقات فيشار إليها عادة باسم تانجيتوبولي أو مدينة الرشى.